# 503 TCN
503 TCN là một năm trong lịch La Mã. Trong Đế chế La Mã, nó được gọi là Năm Lãnh sự của Lanatus và Tubertus (hoặc, ít thường xuyên hơn, năm 251 Ab urbe condita). Việc đặt tên năm 503 TCN cho năm nay đã được sử dụng kể từ thời kỳ thời Trung cổ, khi lịch Anno Domini trở thành phương pháp phổ biến ở châu Âu trong những năm đặt tên.